# 순혜황귀비
순혜황귀비 소씨(純惠皇貴妃 蘇氏, 1713년 5월 21일 ~ 1760년 4월 19일)는 중국 청나라 제6대 황제 고종 건륭제(高宗 乾隆帝)의 측실이며 화석화가공주(和硕和嘉公主)의 친정어머니이다.

## 생애
1728년 당시 황태자 신분이었던 건륭제(乾隆帝)의 측실로 간택되었고 1735년 시아버지 옹정제(雍正帝)의 붕어(崩御)와 아울러 부군 건륭제(乾隆帝)가 보위에 오르는 것을 목도하였으며 건륭제와의 사이에서 소생 2남 1녀를 두었다.

## 같이 보기
- 철민황귀비